# Hugh Cook
Hugh Cook (1956. augusztus 9. – 2008. november 8.) új-zélandi sci-fi- és fantasyszerző.

## Élete
Az Angliában született író tanulmányait Új-Zélandon végezte. 1997-ben feleségével és lányával Japánba költözött és Jokohamában élt, ahol angolt tanított.

## Munkássága
1980-ban jelent meg első regénye a Plague Summer. 1986-1992 között tíz regényt írt a The Chronicles of an Age of Darkness szériában.

## Fordítás
- Ez a szócikk részben vagy egészben  a   Hugh Cook (science fiction author) című angol Wikipédia-szócikk fordításán alapul.  Az eredeti cikk szerkesztőit annak laptörténete sorolja fel. Ez a jelzés csupán a megfogalmazás eredetét és a szerzői jogokat jelzi, nem szolgál a cikkben szereplő információk forrásmegjelöléseként.